# Tablica pomyłek
Tablica pomyłek (nazywana również macierzą pomyłek lub macierzą błędów) – tabela przedstawiająca skuteczność działania algorytmu klasyfikacyjnego, najczęściej binarnego (czyli przewidującego przynależność do jednej z dwóch klas), testu diagnostycznego albo testu statystycznego. Każda kolumna tablicy przedstawia możliwe rzeczywiste etykiety badanych jednostek, a każdy wiersz przedstawia etykiety przewidywane przez algorytm. Spotyka się również transponowaną wersję macierzy, gdzie klasy rzeczywiste są w wierszach, a przewidywane w kolumnach. 
W przypadku klasyfikatora binarnego tablica pomyłek ma wymiary 2×2. Badane jednostki są w takiej sytuacji oznaczone dwoma etykietami: pozytywną i negatywną. Algorytm klasyfikacyjny przypisuje im predykowaną (tzn. przewidywaną) klasę pozytywną albo negatywną. Możliwa jest sytuacja, że jednostka w rzeczywistości pozytywna zostanie omyłkowo zaklasyfikowana jako negatywna, a jednostka w rzeczywistości negatywna jako pozytywna – stąd nazwa macierzy. 
|                   |           | Klasa rzeczywista         | Klasa rzeczywista         |
| pozytywna         | negatywna |                           |                           |
| ----------------- | --------- | ------------------------- | ------------------------- |
| Klasa predykowana | pozytywna | prawdziwie pozytywna (TP) | fałszywie pozytywna (FP)  |
| Klasa predykowana | negatywna | fałszywie negatywna (FN)  | prawdziwie negatywna (TN) |

Na podstawie częstości występowania rzeczywistego stanu pozytywnego w populacji oraz wzajemnych relacji prawidłowych i nieprawidłowych klasyfikacji można wyróżnić szereg wskaźników oceniających siłę predykcyjną klasyfikatora (np. testu diagnostycznego). Poniższy wykres podsumowuje ich powiązania, przy czym – odwrotnie niż w tablicy powyżej – klasa rzeczywista jest w wierszach, a klasa przewidywana w kolumnach:
|                   | | Klasa predykowana – wynik testu | | | |
|                   | Populacja | Klasyfikacja pozytywna | Klasyfikacja negatywna | Częstość występowania, chorobowość {\displaystyle {\frac {\scriptstyle \sum {\text{stan pozytywny}}}{\scriptstyle \sum {\text{populacja}}}}}                          | |
| Klasa rzeczywista | Stan pozytywny | prawdziwie dodatnia, TP (trafienie) | fałszywie ujemna (błąd drugiego rodzaju, FN, chybienie) | czułość, TPR {\displaystyle {\frac {\scriptstyle \sum \mathbf {\color {OliveGreen}TP} }{\scriptstyle \sum \mathbf {{\color {OliveGreen}TP}+\sum {\color {Red}FN}} }}} | FNR {\displaystyle {\frac {\scriptstyle \sum \mathbf {\color {Red}FN} }{\scriptstyle \sum \mathbf {{\color {OliveGreen}TP}+\sum {\color {Red}FN}} }}}                        |
| Klasa rzeczywista | Stan negatywny | fałszywie dodatnia (błąd pierwszego rodzaju, FP, fałszywy alarm) | prawdziwie ujemna, TN (poprawne odrzucenie) | FPR {\displaystyle {\frac {\scriptstyle \sum \mathbf {\color {Red}FP} }{\scriptstyle \sum \mathbf {{\color {Red}FP}+\sum {\color {OliveGreen}TN}} }}}                 | swoistość, SPC, TNR {\displaystyle {\frac {\scriptstyle \sum \mathbf {\color {OliveGreen}TN} }{\scriptstyle \sum \mathbf {{\color {Red}FP}+\sum {\color {OliveGreen}TN}} }}} |
|                   | dokładność, ACC {\displaystyle {\frac {\scriptstyle \sum \mathbf {{\color {OliveGreen}TP}+} \scriptstyle \sum \mathbf {\color {OliveGreen}TN} }{\scriptstyle \sum {\text{populacja}}}}} | precyzja, PPV {\displaystyle {\frac {\scriptstyle \sum \mathbf {\color {OliveGreen}TP} }{\scriptstyle \sum \mathbf {{\color {OliveGreen}TP}+\sum {\color {Red}FP}} }}} | FOR {\displaystyle {\frac {\scriptstyle \sum \mathbf {\color {Red}FN} }{\scriptstyle \sum \mathbf {{\color {Red}FN}+\sum {\color {OliveGreen}TN}} }}}        | LR+ {\displaystyle {\frac {\scriptstyle \mathbf {\color {OliveGreen}TPR} }{\scriptstyle \mathbf {\color {OliveGreen}FPR} }}}                                          | DOR {\displaystyle {\frac {\scriptstyle \mathbf {\color {OliveGreen}LR+} }{\scriptstyle \mathbf {\color {OliveGreen}LR-} }}}                                                 |
|                   | dokładność, ACC {\displaystyle {\frac {\scriptstyle \sum \mathbf {{\color {OliveGreen}TP}+} \scriptstyle \sum \mathbf {\color {OliveGreen}TN} }{\scriptstyle \sum {\text{populacja}}}}} | FDR {\displaystyle {\frac {\scriptstyle \sum \mathbf {\color {Red}FP} }{\scriptstyle \sum \mathbf {{\color {OliveGreen}TP}+\sum {\color {Red}FP}} }}}                  | NPV {\displaystyle {\frac {\scriptstyle \sum \mathbf {\color {OliveGreen}TN} }{\scriptstyle \sum \mathbf {{\color {Red}FN}+\sum {\color {OliveGreen}TN}} }}} | LR- {\displaystyle {\frac {\scriptstyle \mathbf {\color {OliveGreen}FNR} }{\scriptstyle \mathbf {\color {OliveGreen}TNR} }}}                                          | DOR {\displaystyle {\frac {\scriptstyle \mathbf {\color {OliveGreen}LR+} }{\scriptstyle \mathbf {\color {OliveGreen}LR-} }}}                                                 |

Oznaczenia jednostek w zależności od ich klasy rzeczywistej i przewidywanej:
- prawdziwie pozytywna (ang. true positive, TP), trafienie (ang. hit)
- prawdziwie negatywna (ang. true negative, TN), poprawne odrzucenie (ang. correct rejection)
- fałszywie pozytywna (ang. false positive, FP), błąd pierwszego rodzaju, fałszywy alarm (ang. false alarm)
- fałszywie negatywna (ang. false negative, FN), błąd drugiego rodzaju, chybienie (ang. miss)
- pozytywna P = (TP + FN)
- negatywna N = (TN + FP)

Miary:
- czułość (ang. sensitivity), pełność[5] (ang. recall) lub odsetek prawdziwie pozytywnych (ang. true positive rate, TPR)

{\displaystyle TPR=TP/P=TP/(TP+FN)}
- swoistość (ang. specificity, SPC) lub odsetek prawdziwie negatywnych (ang. true negative rate, TNR)

{\displaystyle TNR=TN/N=TN/(FP+TN)}
- dokładność (ang. accuracy, ACC)

{\displaystyle ACC=(TP+TN)/(P+N)=(TP+TN)/(TP+FN+TN+FP)}
- precyzja (ang. precision) lub dodatnia wartość predykcyjna[4] (ang. positive predictive value, PPV)

{\displaystyle PPV=TP/(TP+FP)}
- ujemna wartość predykcyjna (ang. negative predictive value, NPV)

{\displaystyle NPV=TN/(TN+FN)}
- odsetek fałszywie pozytywnych (ang. false positive rate, FPR)

{\displaystyle FPR=FP/N=FP/(FP+TN)=1-TNR}
- odsetek fałszywie negatywnych (ang. false negative rate, FNR)

{\displaystyle FNR=FN/P=FN/(TP+FN)=1-TPR}
- wskaźnik (iloraz) wiarygodności wyniku dodatniego[6] (ang. positive likelihood ratio, LR+)

{\displaystyle LR+=TPR/(1-TNR)=TPR/FPR={\frac {TP\cdot (FP+TN)}{FP\cdot (TP+FN)}}}
- wskaźnik (iloraz) wiarygodności wyniku ujemnego (ang. negative likelihood ratio, LR-)

{\displaystyle LR-=(1-TPR)/TNR=FNR/TNR={\frac {FN\cdot (FP+TN)}{TN\cdot (TP+FN)}}}
- diagnostyczny iloraz szans (ang. diagnostic odds ratio, DOR)

{\displaystyle DOR={\frac {LR+}{LR-}}={\frac {TP/FP}{FN/TN}}={\frac {TP\cdot TN}{FP\cdot FN}}}

## Przykład
|                   |           | Klasa rzeczywista                                                           | Klasa rzeczywista                                                             |
| pozytywna         | negatywna |                                                                             |                                                                               |
| ----------------- | --------- | --------------------------------------------------------------------------- | ----------------------------------------------------------------------------- |
| Klasa predykowana | pozytywna | Ludzie chorzy poprawnie zdiagnozowani jako chorzy                           | Ludzie zdrowi błędnie zdiagnozowani jako chorzy (FP, błąd pierwszego rodzaju) |
| Klasa predykowana | negatywna | Ludzie chorzy błędnie zdiagnozowani jako zdrowi (FN, błąd drugiego rodzaju) | Ludzie zdrowi poprawnie zdiagnozowani jako ludzie zdrowi                      |

## Tablica pomyłek dla większej liczby kategorii
Tablica pomyłek nie ogranicza się do klasyfikacji binarnej i można ją stosować wobec klasyfikatorów z większą liczbą klas. Macierze pomyłek omówione powyżej mają tylko dwie klasy: pozytywną i negatywną. Poniższa tabela podsumowuje komunikację w języku gwizdów między dwoma użytkownikami, przy czym dla przejrzystości pominięto wartości zerowe:
|                   |   | Samogłoska odebrana | Samogłoska odebrana | Samogłoska odebrana | Samogłoska odebrana | Samogłoska odebrana |
| i                 | e | a                   | o                   | u                   |                     |                     |
| ----------------- | - | ------------------- | ------------------- | ------------------- | ------------------- | ------------------- |
| Samogłoska nadana | i | 15                  |                     | 1                   |                     |                     |
| Samogłoska nadana | e |                     |                     | 1                   |                     |                     |
| Samogłoska nadana | a |                     |                     | 79                  | 5                   |                     |
| Samogłoska nadana | o |                     |                     | 4                   | 15                  | 3                   |
| Samogłoska nadana | u |                     |                     |                     | 2                   | 2                   |